# 3-Oxétanone
La 3-oxétanone aussi appelée oxétan-3-one ou 1,3-epoxy-2-propanone est un composé organique de formule brute C3H4O2.
Elle est liquide à température ambiante et bout à 140 °C. C'est un des composés chimiques utilisé dans la recherche de synthèse d'autres oxétanes qui récemment ont été trouvés avoir une influence bénéfique sur les paramètres bio, physico, chimiques clés de médicaments en développement,.
L'oxetan-3-one a également fait l'objet d'études théoriques,.